# 坂越町
坂越町（さこしちょう）は、兵庫県赤穂郡にあった町。現在の赤穂市の南東端にあたる。本項では発足時の名称である坂越村（さこしむら）についても述べる。

## 地理
- 海洋：播磨灘
- 島嶼：鍋島、生島
- 岬：釜崎、黒崎
- 山岳：尼子山
- 河川：千種川

## 歴史
- 1889年（明治22年）4月1日 - 町村制の施行により、坂越村・北野中村・南野中村・浜市村・高野村・砂子村の区域をもって坂越村が発足。
- 1936年（昭和11年）8月1日 - 坂越村が町制施行して坂越町となる。
- 1951年（昭和26年）9月1日 - 赤穂町・高雄村と合併して赤穂市が発足。同日坂越町廃止。

### 合併の経緯[1]
1946年（昭和21年）1月23日、坂越町・赤穂町・高雄村は赤穂市新設にむけて申合書を取り交わし、翌1947年には三カ町村において合併に関する調査委員会が設置された。同年、赤穂町は両町村に対し合併と市制施行を申し込んだものの、この早期実現はならなかった。
　1951年1月23日、赤穂町長は両町村に対し、4月1日における合併を再び正式に申し込んだが、坂越町は時期的に町民の同意を得られない可能性があり、意に沿い難いことを回答した。その後、地元選出の代議士が両者を斡旋し、赤穂町は4月1日への固執をやめ、坂越町は回答を撤回した。
　3月10日、三カ町村の合併対策委員は高雄小学校で協議をし、「できるだけ早く期日を明示した協定を結ぶこと」「正式協定は遅くとも七月一日として一九五一年度予算は各町村とも八月三一日までの収支によって編成すること」の二点で一応妥結し、3月20日、同内容の仮協定書が取り交わされた。
　坂越町では6月7日に議員総会を開催し、意見交換を行った。議員総会では、賛成16・反対１・時期尚早１・白紙１・欠席３と、賛成が多数であったものの、住民の同意を得る必要が指摘された。これは町民間には根強い反発があったためであり、7月21日に住民投票を行い、決定することになった。
　住民投票の結果、賛成多数となり、坂越町議会は合併決議を行った。翌日、赤穂・高雄両町村も合併決議を行い、9月1日に正式に合併することが確定した。その後、23日付けで市制施行申請書を知事に提出し、8月6日付けで市制施行は認可され、9月1日に三カ町村は赤穂市に新設合併した。

## 首長
村長
- 高川定次郎

## 交通

### 鉄道路線
- 赤穂鉄道（本町廃止3ヶ月後の12月12日廃線）
  - 赤穂鉄道線
    - 坂越駅 - 砂子駅

現在は旧町域に赤穂線の坂越駅（赤穂鉄道廃止と同日に開業）が所在するが、当時は未開業。

### 道路
現在は旧村域を山陽自動車道が通過するが、当時は未開通。